# 妮琪·米娜
奧妮卡·譚雅·邁拉婕-佩褆（英語：Onika Tanya Maraj-Petty，1982年12月8日—），藝名妮琪·米娜（英語：Nicki Minaj，/mɪˈnɑːʒ/），是一名出生于特立尼达和多巴哥的说唱歌手和創作歌手，她以其说唱中生动的语流和抒情性、使用不同的自我的人格、以及作为艺术家的多面性而闻名。
米娜出生于特立尼达和多巴哥，在纽约市长大，在2007年至2009年期间发布了三张混音带后获得了公众的认可。米娜凭借她的首张录音室专辑《粉红星期五》（2010年）而崭露头角，该专辑在美国《公告牌》二百强专辑榜上获得冠军，并获得了美国唱片业协会的三白金认证，这张专辑是一张嘻哈和流行混合的唱片，并收到了R&B风格的影响。该专辑的第五首单曲Super Bass在美国《公告牌》百强单曲榜上排名第三，成为自2002年以来女性说唱歌手在该排行榜上排名最高的独唱歌曲，它也成为了第二首获得美国唱片业协会钻石认证的女性说唱歌曲。她的第二张专辑《粉紅星期五：妖言惑眾》（2012年）见证了米娜在流行舞曲和流行说唱风格上的探索，这张专辑于二百强专辑榜上空降冠军，专辑主打歌星船在百强单曲榜上也获得了最高第五名的成绩。米娜随后推出了第三和第四张录音室专辑《粉紅藍圖》（2014年）和《女皇》（2018年），与她之前的专辑不同，这两张专辑回归到了她的嘻哈根源，前者的第二首单曲Anaconda在百强单曲榜上获得了第二名的成绩。
2020年，她在Doja Cat的早点说混音版中献声，并与6ix9ine合唱了Trollz，这两首歌都在《公告牌》百强单曲榜获得了冠军，早点说成為史上第一首雙女饒舌冠軍單曲的紀錄，Trollz使她成为继1998年劳琳·希尔之后第二位空降夺冠的女性说唱歌手。同時也是史上第一首男女饒舌空降冠軍歌曲。
包括伴唱歌曲在内，妮姬米娜是百强单曲榜上第一位突破100首上榜的女歌手，隨後被唱作歌手泰勒·斯威夫特超越，两人均有超过100首歌曲上榜。她在排行榜上有21首进入前十名的歌曲，是迄今为止所有女性说唱歌手中最多的，其中有四首是独唱歌曲。她与卡罗尔·G合作的歌曲Tusa成为阿根廷历史上霸榜时间最长的冠军歌曲，并获得RIAA的拉丁歌曲钻石认证。
2021年，她重新发行了她的混音带《Beam Me Up Scotty》（2009年），这张混音带在《公告牌》二百强专辑榜上首登第二位，创造了女性说唱混音带在该排行榜上的最高首登记录。
2022年，年初發行宣傳單曲《Do We Have A Problem?》空降第二名。年中她發布即將發行的第五張錄音室專輯首波主打單曲《Super Freaky Girl》成為本世紀第一首空降冠軍的獨唱饒舌女歌手歌曲，同時也是歷史首位擁有兩首空降冠軍單曲的饒舌女歌手。年末她與哥倫比亞歌手Maluma和黎巴嫩歌手Myriam Fares一起參加2022年國際足總世界盃官方歌曲《Tukoh Taka》，iTunes十國登頂，也是歷史上第一首在美國登頂的世界盃歌曲，妮姬米娜也是第一位出現在世界盃歌曲中的饒舌女歌手。
米娜被认为是有史以来最具影响力的嘻哈艺人之一。她在全球范围内取得了了1亿张唱片的销售量，使她成为有史以来最畅销的一人之一。她的获得的奖项和成就包括九项全美音乐奖、七项MTV音乐视频大奖、十二项黑人娱乐电视大奖，四项《公告牌》音乐奖，一项全英音乐奖以及一项吉尼斯世界纪录。《公告牌》将她列为2010年代最优秀的女性说唱歌手，并在这十年的最佳女性艺人中排名第七。2016年，《时代》周刊将米娜列入年度全球100位最具影响力人物名单。在音乐之外，米娜参演多部影视作品，她在动画电影《冰川时代4》（2012年）和《愤怒的小鸟2》（2019年）中为角色配音，并在全美周末電影票房冠軍的女性喜剧电影《情敌复仇战》（2014年）和《哈啦大发师3》（2016年）出演配角，此外还在2013年第十二季《美国偶像》中担任评委。2022年8月，在2022年MTV音乐录影带大奖获荣誉大奖迈克尔·杰克逊音乐视频先锋奖。

## 早期生活

### 1982年—2006年
妮琪·米娜1982年出生於聖詹姆斯（千里達和多巴哥首都西班牙港的一個郊區），雙親都是非裔千里達人與印度人後代，另外她曾透露過她有一名曾祖父為日本人，因此她亦擁有日本血統，令她對於日本文化有興趣。
五歲前，妮琪·米娜與祖母聖詹姆斯，之後她母親把她帶到了紐約皇后區。據妮琪·米娜所說，她的父親不僅酗酒，吸毒，並且曾經試圖縱火殺死她母親。她就讀於Elizabeth Blackwell中學，並學習演奏豎笛。她畢業於LaGuardia高中，在這所音樂表演藝術的學校，學習的是表演課程。她本來打算在LaGuardia學習演唱，但是在試音的當天失聲了。在曼哈頓拉瓜迪亞高中學習演唱畢業後，她開始為當地一些說唱歌手演唱副歌和伴唱。而為了在許多歌手中脫穎而出，她開始寫一些饒舌歌詞。

## 音樂生涯

### 2007年－2009年：饒舌界發跡
2007年，Dirty Money唱片公司老闆Fendi在MySpace上發現了妮琪·米娜，並簽入自己公司中。在出現在了Young Money唱片公司的《The Come Up》DVD中後， 妮琪·米娜與小韋恩認識了，接著兩人在一些歌曲上合作。時至今日，兩人皆已成為美國饒舌音樂界的前線一人，兩人仍然經常互相合作，共同在說唱音樂市場開拓自己的一片天。之後4月，發行了自己第一張混音輯《Playtime Is Over》，小韋恩在其中的一首《Can't Stop、Won't Stop》中客串。
2008年7月，發行了又一張混音輯《Sucka Free》，並出現在了當年7月的《XXL》雜誌中，年底獲得地下音樂獎的「年度最佳女藝人」。其後9月與歌手 Enur 以及 The Chopper City Boyz 一起合作歌曲《Ucci Ucci》。
2009年4月，她的第三張混音輯《Beam Me Up Scotty》發行，在BET和MTV網站上大受歡迎。8月時簽約小韋恩的Young Money唱片公司後，妮琪·米娜以Young Money成員的身份出道，並在同年12月發行專輯《We Are Young Money》。該專輯發行首週便登上全美饒舌專輯榜冠軍及嘻哈專輯榜第3名與流行專輯榜第9名。11月時與罗宾·西克一起合作歌曲《Shakin' It 4 Daddy》，日前兩人在電視節目上同台演出後，罗宾·西克爆料這首歌的幕後趣事，「這是Jay-Z的想法，那天我們兩人在錄影，我讓他聽了整張專輯，結果他跟我說應該要找妮琪·米娜合作，Jay-Z非常讚賞她的聲音和風格，於是我叫公司的人與她連絡，妮琪·米娜得知自己是被Jay-Z推薦時非常驚訝，還在電話一直尖叫，她真的是一位超級天才型歌手，我等不及要和她一起拍攝音樂錄影帶。她的體內有某種力量，不單單只是外表的性感，而是讓你們愛上她的力量，很多女人只靠外表性感來吸引目光，但她不是。」

### 2010年：個人首張專輯《粉紅星期五》正式出道
2010年1月開始，發行她的處女錄音室專輯。以及在接連和瑪麗亞·凱莉、卢达克里斯和亞瑟小子等歌手合作歌曲之後，妮琪·米娜迅速上位，大膽的歌詞和極富個人特色的說唱成為了目前音樂界中最為炙手可熱的饒舌女歌手。

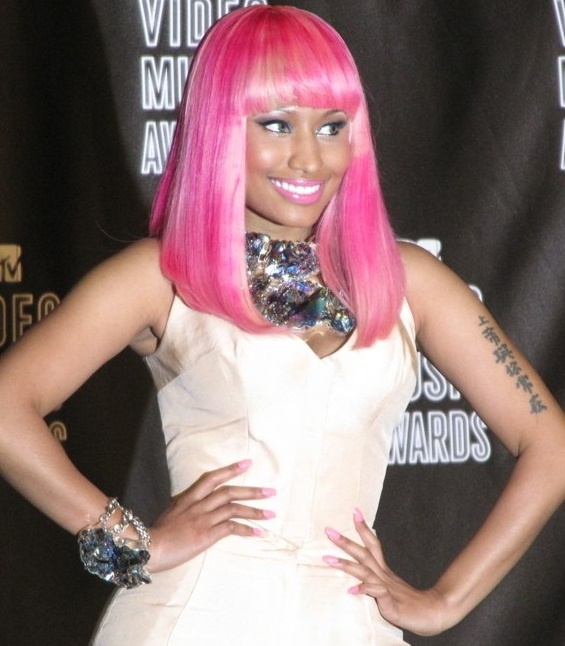
妮琪·米娜，2010年

4月時以單曲《Massive Attack》當做正式個人出道的代表作。
2010年6月推出《Your Love》（旋律改編自靈魂樂天后Annie Lennox於80年代發行的單曲《No More I Love You's》），在公告牌百強單曲榜中排名最高14名。2010年10月，推出《Right Thru Me》。
2010年12月，妮琪·米娜發行首張專輯《粉紅星期五》，該專輯不僅在發行首周就空降公告牌二百强专辑榜第2名，11周之後又向上回升奪得冠軍，也在2011全美音樂獎得到「最受歡迎饒舌Hip-Hop專輯」的獎項，並且在2011年Billboard專輯年榜排名第七名。
2010年也與瑪麗亞·凱莉、傑森·德魯羅、尚恩·庫姆斯 、 瑞克羅斯、克莉絲汀·阿奎萊拉、亞瑟小子、小韋恩、肖恩·加瑞特、DJ卡利、提潘、尚恩·庫姆斯、巴斯達韻、神奇小子、賈達基斯、瑞克羅斯、Fat Joe、Swizz Beatz、尚恩·金斯頓、杰伊·尚恩、崔·頌、威爾、蕾哈娜、琪夏·寇兒、肯伊·威斯特、Jay-Z 、瑞克羅斯、Bon Iver等歌手合作許多歌曲，其中與路達克里斯合作歌曲《My Chick Bad》，並拍攝音樂錄影帶，其影片中的奇特造型被媒體形容為黑人版女神卡卡。

### 2011年：人氣急升，創下個人高峰

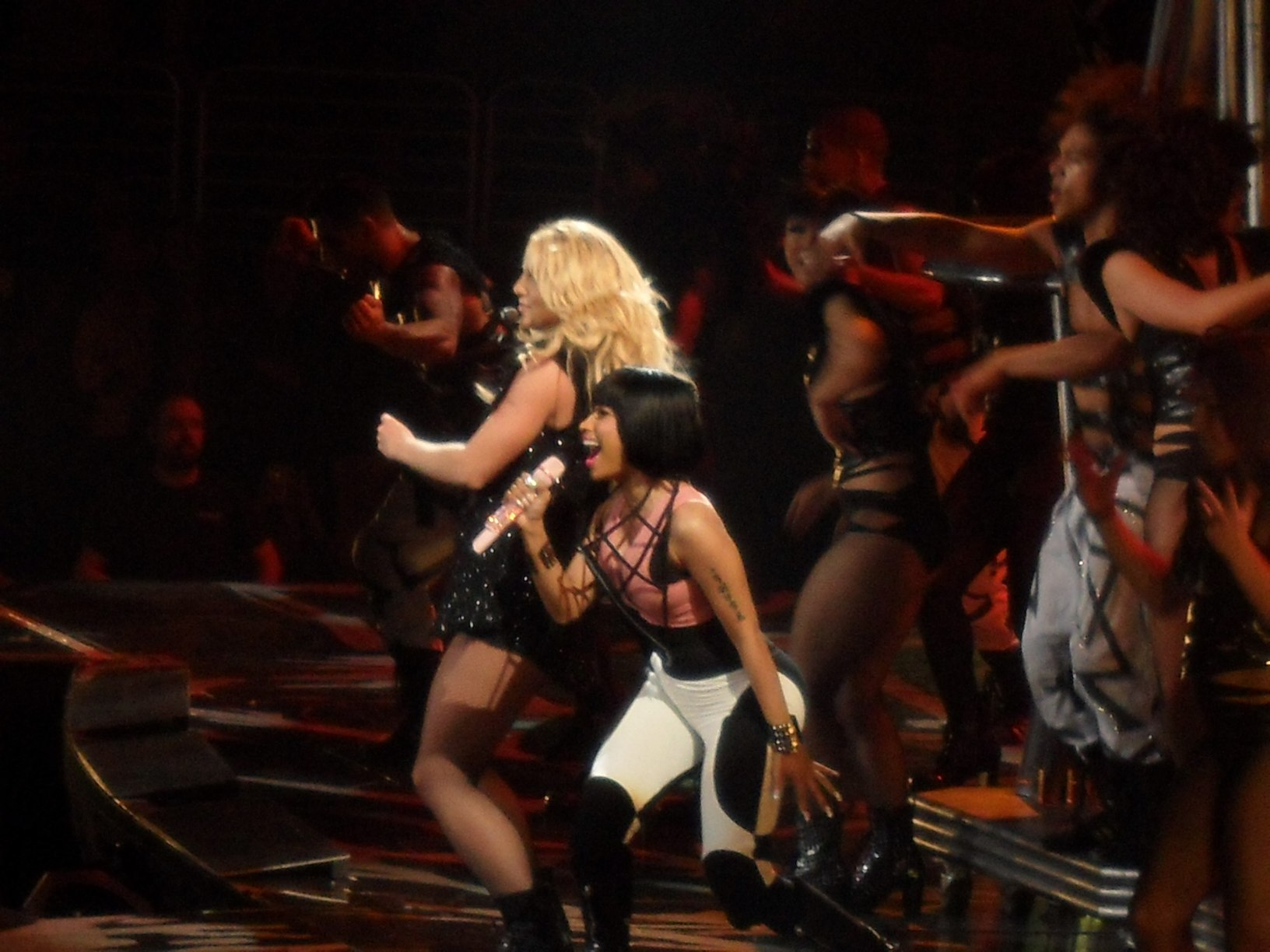
妮琪·米娜在布蘭妮·斯皮爾斯的「Femme Fatale Tour」世界巡迴演唱會助陣

2011年1月，與The Lonely Island合作歌曲《The Creep》，及拍攝音樂錄影帶，搞怪的風格入選YouTube2011全球年度熱門影片點閱排行榜第7名。
2011年2月，與德雷克合作歌曲《Moment 4 Life》，並拍攝音樂錄影帶，其童話故事般的情節與特別的旋律在全球瘋狂的熱播。而這也是妮琪·米娜另一個人格 Martha 第一次現身在影片中，她似乎是妮琪·米娜的神仙教母，而在音樂開始的前談話中， Martha透露出Roman在寄宿學校的事情，這也就是為後期歌曲Roman In Moscow在莫斯科寄宿學校的故事鋪路。
2011年4月，與布蘭妮·斯皮爾斯、惡女凱莎合作《Till The World Ends (The Femme Fatale Remix)》，並成為布蘭妮·斯皮爾斯的全美巡迴演唱會中當任暖場嘉賓歌手。
2011年5月，推出《Super Bass》，該單曲曾奪得公告牌百強單曲榜第3名，也在2011MTV音樂錄影帶大獎榮獲「最佳嘻哈錄影帶獎」，以及2011全美音樂獎得到「最受歡迎饒舌/Hip-Hop歌手獎」，成為妮琪·米娜生涯中其中一首成績最好的單曲。
2011年6月，與大衛·庫塔、佛羅·里達合作歌曲《Where Them Girls At》，及拍攝音樂錄影帶，這首歌也成為妮琪·米娜的第二首點閱率破億的音樂錄影帶。
2011年8月，出席2011MTV音樂錄影帶大獎時因綁著冰淇淋頭、穿著蕾絲繃帶裝、抓著娃娃走紅地毯，特別造型再度成為眾人焦點，並以《Super Bass》奪得「最佳嘻哈錄影帶獎」。
2011年8月，再度與蕾哈娜合作單曲《Fly》，及拍攝音樂錄影帶，並在2011MTV音樂錄影帶大獎首播，其中飛機殘骸及忍者均引人討論。
2011年11月，在2011維多利亞的秘密時尚秀擔任演唱嘉賓，並演唱她成名歌曲《Super Bass》其中背景與主題都以粉紅派對為主。
2011年11月後也與大肖恩、Birdman 、小韋恩、葳蘿·史密斯等歌手合作許多歌曲。

### 2012年：《粉紅星期五：妖言惑眾》，人氣持續升高

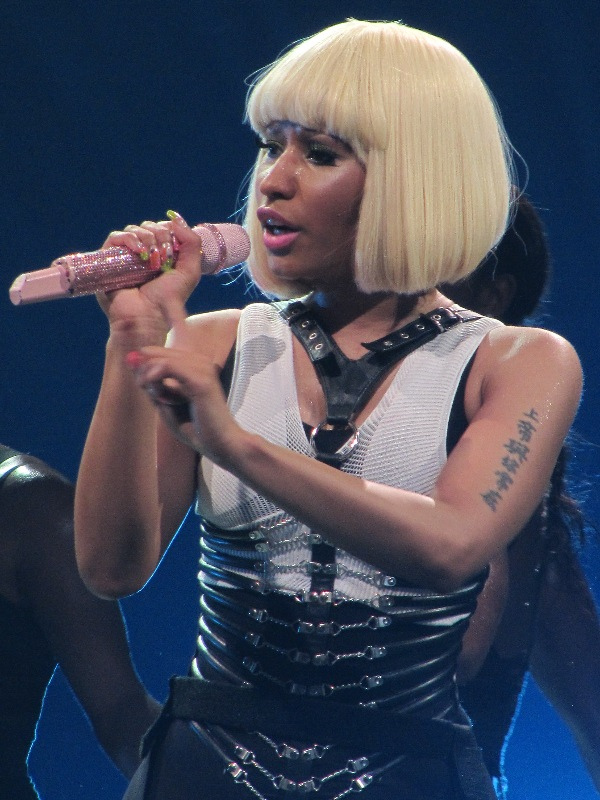
妮琪·米娜在布蘭妮·斯皮爾斯的「Femme Fatale Tour」世界巡迴演唱會助陣

2012年1月，宣傳曲《傻妞》（Stupid Hoe）釋出，釋出不到72小時即吸引超過700萬人次點閱，當時曾打破單一藝人24小時內最高點閱率紀錄。但評價則是妮琪·米娜所有音樂錄影帶中最差的，受到不少批評。之後和大衛·庫塔合作的單曲《拯救我》（Turn Me On），在未推出音樂錄影帶的情況下空降告示牌百強單曲榜第4名，成為妮琪·米娜第5首進入前10名的單曲，之後其音樂錄影帶釋出，而這首歌也成為妮琪·米娜的第三首點閱率破億的音樂錄影帶。2月時出席2012年葛萊美獎時，因穿著一身鮮紅的教袍與身旁假扮成教宗的演員，加上典禮表演節目《Roman Holiday》內容有涉及到教宗、惡魔及後來的驅魔儀式，不管是造型敏感或是大膽主題都引起話題。之後妮琪·米娜新專輯《粉紅星期五：妖言惑眾》的首波主打單曲《星船》（Starships）釋出，並與知名音樂製作人RedOne合作，而《星船》空降告示牌百強單曲榜第9名，是個人出道至今最高的單曲空降名次，亦是妮琪·米娜第7首進入前10名的單曲，獲美國認可雙白金。妮琪·米娜更在2012 NBA All Star Game演唱《星船》。4月時發行第二張專輯《粉紅星期五：妖言惑眾》，該專輯不僅在發行首周就空降公告牌二百强专辑榜冠軍以及英國專輯金榜冠軍。5月的2012年公告牌音樂獎以《Super Bass》獲得《年度最佳線上串流音樂錄影帶獎》成為 妮琪·米娜音樂生涯中，第一座公告牌音樂獎。8月，第四單單曲《搗碎鬧鐘》（Pound the Alarm）的音樂錄影帶釋出，釋出後的第9周於公告牌舞曲榜登上冠軍。此外，妮琪·米娜也舉辦她音樂生涯中第一場個人世界巡迴演唱會，《粉紅色星期五巡迴》（也被稱為羅馬重裝上陣之旅）。9月時出席2012MTV音樂錄影帶大獎並穿著黑蕾絲透視裝，在接受訪問時說出第二張專輯將要改版名稱為《粉紅星期五：妖言惑眾－重新啟動》將新增歌曲5至8首，並以《星船》奪得《最佳女歌手錄影帶獎》，也在典禮上和艾莉西亞·凱斯演唱新曲《烈火女孩》（Girl on Fire）。之後釋出改版專輯第一首主打歌曲與Cassie合作的《The Boys》，這首原本叫《Money on Love》是要放在 Cassie 專輯裡的，但原因不明而延遲，之後討論決定要放入妮琪·米娜改版專輯裡，妮琪·米娜也重新改寫歌詞內容，並且拍攝音樂錄影帶。此外，妮琪·米娜也擔任選秀節目《美國偶像》第12季的評審，其他評審陣容有瑪麗亞·凱莉、凱斯·厄本、蘭迪·傑克遜。妮琪·米娜也在9月推出個人品牌的香水，名字以及瓶身設計都來自於第一張專輯《粉紅星期五》。10月，釋出《Va Va Voom》的音樂錄影帶。11月釋出和艾莉西亞·凱斯合作《烈火女孩（Inferno版）》（Girl On Fire），與《Freedom》的音樂錄影帶。之後也出席2012年全美音樂獎頒獎典禮，並與小賈斯汀一起表演，並連續兩屆包下《最受歡迎饒舌/嘻哈歌手獎》、《最受歡迎饒舌/嘻哈專輯獎》。
2012年也與瑪丹娜和M.I.A.、2 Chainz、克里斯小子、DJ Khaled、 小韋恩、瑞克羅斯、B.o.B、Rick Ross 和Cam'Ron、Waka Flocka Flame以及泰加、佛羅·里達、艾莉西亞·凱斯、Cassie等歌手合作許多歌曲，其中與小賈斯汀 合作歌曲《Beauty and a Beat》，其音樂錄影帶刷新YouTube點閱紀錄，也成為妮琪·米娜第五首點閱率破億的音樂錄影帶。
在2012年，妮琪·米娜也被許多媒體的評選獲得榮譽：4月時被權威雜誌評選為《30位當下最偉大藝人》的名單中；6月，被滾石雜誌評選入《87位女藝人中最具突破性的時刻》名單裡；7月則被公告牌雜誌舉辦由樂迷投票選出的上半年最佳藝人中居位季軍。

### 2013年：改版專輯《粉紅星期五：妖言惑眾 重新啟動》，美國偶像第11季
Nicki Minaj开始了个人的美偶旅程。途中与美国天后Mariah Carey发生了很多口角。原因是妮琪·米娜在第一集的拍摄中迟到了，Mariah对Nicki提出了批评。但是Nicki控制不住情绪，无法忍受Mariah对他人指指点点，所以便与Mariah发生对骂。整个美国偶像旅程中这两位天后几乎没有交谈过，甚至连一张合照都没有。但普遍人民认为这是美国偶像的炒作行为。
2013年，Nicki计划推出自己的音乐厂牌。Parker、Brinx、Ke$ha三位歌手。Parker与Brinx在Nicki改版专辑《Pink Friday: Roman Reloaded the Re-Up》中都有出现。原本厂牌的名字叫“Pink Friday Records”，但是后来被弃用。因为Parker和Brinx不满意这麼女性化的厂牌名字。随后Nicki称新的厂牌名很快会出现。
随后Nicki宣布新的专辑名叫Pink Friday：The Pink Print。并宣布这是最后一张以Pink Friday打头的专辑名，并且不会再做像Starships、Pound The Alarm、Whip It这类歌曲了，因为Nicki始终是说唱歌手。专辑风格会与《Pink Friday: Roman Reloaded the Re-Up》相似。暂定2013年发新专辑。
2013年4月，Nicki加入电影《婦仇者聯盟》剧组，这是Nicki的处女戏。电影中Nicki扮演女律师Lydia的角色。2013年春季开拍，预计2014年4月25日电影上市。
2013年4月，发行自己的改版专辑中第三支单曲《High School》的音乐录像带。音乐风格令人朗朗上口，但是MV太过色情，被遭拒绝在美国偶像上播放。
2013年5月，Nicki在2013公告牌音乐奖上获得“最佳女艺术家”并与恩师小韋恩共同表演热单High School。
2013年6月，与蓝调王子Mario合作新单曲Somebody Else并拍摄音乐录像带。与Nelly合作Get Like This并拍摄音乐录像带。与Ciara合作I’m Out和Livin' It Up两首新歌，I‘m Out作为单曲发行，两首歌均收录在Ciara新专辑中。
2013年6月，为Myx Fusions饮料代言并且拍摄写真，为Myx Fusions的各种宣传活动做主持，为Myx Fusions做宣传。
2013年7月，在2013年BET颁奖典礼上再次获得最佳嘻哈女歌手。这是历史上的第一位女说唱歌手连续4次获此殊荣！在BET颁奖典礼上与Chris Brown表演两人合作新歌Love More，与Ciara表演新单I’m Out并释放出I‘m Out的音乐录像带，获得大众好评！
2013年7月，发布个人与魔声耳机合作的第一个入耳式耳机；Nicki开通个人Instagram，原先名称为allpinkbarbiedreamhouse,后来改为nickiminaj。
2013年7月，为与Nelly合作的Get Like Me拍摄音乐录像带；为著名杂志Marie Claire拍摄写真；为第二支个人品牌香水Minajesty拍摄写真。
2013年7月29日，Nicki在个人Instagram上公布个人品牌第二支香水Minajesty的香水外形，她说：“我个人非常喜欢这个新的香水造型，它给我一种神秘和性感的感觉，我希望大家可以喜欢！”香水会在9月15日与大家见面。[8]
2013年8月1日，与Nelly合作的Get Like Me音乐录像带发布！！
2013年8月，与Chris Brown一起拍摄单曲Love More的音乐录像带，Nicki将会以金色爆炸头配上全身Versace出现在大家的眼前！；为Myx Frusions Party进行主持；公布香水Minajesty写真；为与DJ Khaled、Future、Rick Ross合作歌曲《I Wanna Be WithYou》拍摄音乐录像带；

### 2014年-2017年 再創職業高峰：《婦仇者聯盟》和《粉紅藍圖》
2014年6月，《Pills N Potions》成为粉紅藍圖的首打歌曲，并拍摄音乐录像带，曾被誉为文艺版妮琪·米娜
2014年8月，《Anaconda》的音樂錄影帶釋出後不到24小時即吸引超過1960萬人次點閱，打破單一藝人24小時內最高點閱率紀錄。在美國告示牌百強排行榜最高排名為第2名，為妮琪·米娜生涯最成功單曲之一
2014年8月底，與Jessie J , Ariana Grande 合作歌曲《Bang Bang》的音樂錄影帶釋出，三姝齊聚再度引起熱烈討論，也在美國告示牌百強排行榜拿下第3名的好成績
2014年11月初，釋出與德瑞克，克里斯小子，以及恩師小韋恩合作的《Only》錄音版本
2014年11月9日，在格拉斯哥主持了2014MTV歐洲音樂大獎
2014年11月中，釋出The Pink Print內的新歌《Bed of Lies》 Ft.Skylar grey
2014年11月中，釋出與David Guetta & Afrojack & Bebe Rexha 的新歌《Hey Mama》, 風格特殊，在美國告示牌百強排行榜拿下第8名
2015年2月，Nicki释出了《Truffle Butter》,《Feeling Myself》和《The Night Is Still Young》的试听版
2015年5月18日，TIDAL释出粉紅藍圖与Beyonce合作的《Feeling Myself》音乐录影带
2015年5月26日，Youtube释出The Pink Print专辑内新歌《The Night Is Still Young》音乐录影带
2016年8月29日，在Youtube釋出與Ariana Grande合作的音樂錄影帶《Side To Side》，這首單曲在美國告示牌百強排行榜上的最高排名為第4名，是妮琪·米娜第8首進入前10名單曲
2017年8月24日，在Youtube釋出與Katy Perry合作的音樂錄影帶《Swish Swish》

### 2018年-至今《女皇》
2018年4月10日，妮琪·米娜宣布將正式發布兩張單曲 《Chun-Li》以及《Barbie Tingz》並隨後於4月12日同時發布。當《Barbie Tingz》將不會被收錄於新專輯十九首歌曲歌單中的同時，她也隨即宣布 《Chun-Li》將成為新專輯的首張宣傳單曲。
2018年5月7日，妮琪·米娜於大都會藝術博物館慈善晚宴中宣布了第四張專輯《女皇》, 而該專輯將會於2018年6月15日開始發售。
2018年5月19日，妮琪·米娜受邀成為了週六夜現場第43季最後一集的歌手嘉賓，該次節目由與Nicki一同登場的蒂娜·費主持。其中她表演了宣傳單曲《Chun-Li》並與饒舌歌手Playboi Carti表演合作歌曲《Poke It Out》。
2019年9月6日，妮琪·米娜無預警於推特上宣布要為家庭而退休。而後刪除貼文，聲明她會重新慎重考慮並開始規劃之後的生涯，並對衝動的決定向粉絲致歉。
2019年9月17日，妮琪·米娜在ELLE雜誌專訪中，透露關於第五張專輯的消息，及宣布與FENDI合作的時裝系列《Fendi Prints On》。
2021年2月15日，米娜的父亲，罗伯特因撞后逃身亡，享年64岁。
2023年12月8日，推出第五張專輯 {Pink Friday 2}

## 演出風格

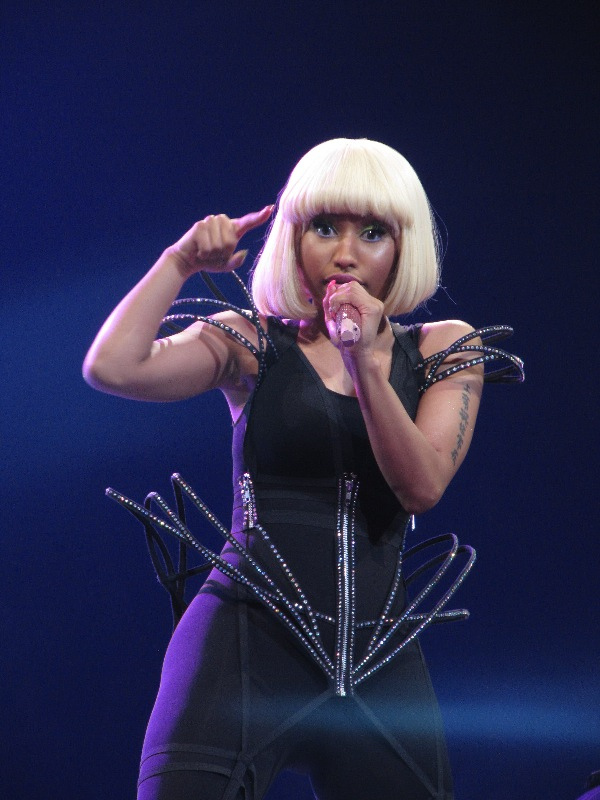
妮琪·米娜，2011年

小時候妮琪·米娜的家庭生活經常十分混亂，她的父母不斷地爭吵。為了逃避現實，她創造出一些人物，並讓他們進入她的生活。在紐約的一次採訪她說過，為了逃避父母的爭吵，我會想像一些新人物。第一位 Cookié 有一陣子和我待在一起，是小時候的童年玩伴。第二位是 Harajuku Barbie，妮琪·米娜 應該也是在那個時候誕生的人格。 回首當時Nicki說「對我來說幻想才是現實」。對於她的首張專輯，妮琪·米娜 創造了第三位 Roman Zolanski，她說如歌曲《Bottoms Up》裡，這是 妮琪·米娜代替Roman Zolanski唱的。她聲稱，Roman是她的「孿生兄弟」。 她說，他出生自她內心的憤怒，代表憤怒。 她也說:“他是她內心中的惡魔”，另外在首張專輯《粉紅星期五》首次獻聲於歌曲《Roman's Revenge》並與Eminem的另一個人格『Slim Shady』一同合作。她說:“2012新專輯有很多Roman…如果你不熟悉Roman，你會很快熟悉他。他是男孩，住在我的內心裡，是一個瘋子，也是位同性戀。”而Roman也有母親，就是第四位人物 Martha Zolanski，同時也有獻聲於歌曲《Roman's Revenge》最後有著英國口音的人，而Martha Zolanski也有出現於歌曲《Moment 4 Life》中。
而在 妮琪·米娜 的音樂上有很多不同的風格，她把這些風格分別以不同的人格來作為代表：
- Cookie（曲奇也稱為庫琪）
  - 代表 : Massive Attack
- Barbie（芭比）
  - 代表 : Super Bass
- 妮琪·米娜
  - 代表 : Itty Bitty Piggy
- Roman Zolanski（羅曼·左蘭斯基）
  - 代表 : Roman's Revenge
- Martha Zolanski（瑪莎·左蘭斯基）
  - 代表 : Moment 4 Life

## 音樂作品
| 錄音室專輯 - 2010: 《粉紅星期五》（Pink Friday） - 2012: 《粉紅星期五：妖言惑眾》（Pink Friday: Roman Reloaded） - 2014: 《粉紅藍圖》（The Pinkprint） - 2018: 《女皇》（Queen） - 2023: 《粉紅星期五2》(Pink Friday 2) 錄音室改版專輯 - 2012: 《粉紅星期五：妖言惑眾 - 再進擊》（Pink Friday: Roman Reloaded The Re-Up） 合作專輯 - 2009: We Are Young Money (with Young Money (group)\|Young Money) - 2012: YMCMB (with Young Money) | 官方混音輯 - 2007: Playtime Is Over - 2008: Sucka Free - 2009: Beam Me Up Scotty (mixtape)\|Beam Me Up Scotty（2021年5月14日重新發行） |

精選專輯
- 2022: Queen Radio: Volume 1

## 告示牌排行榜總成績

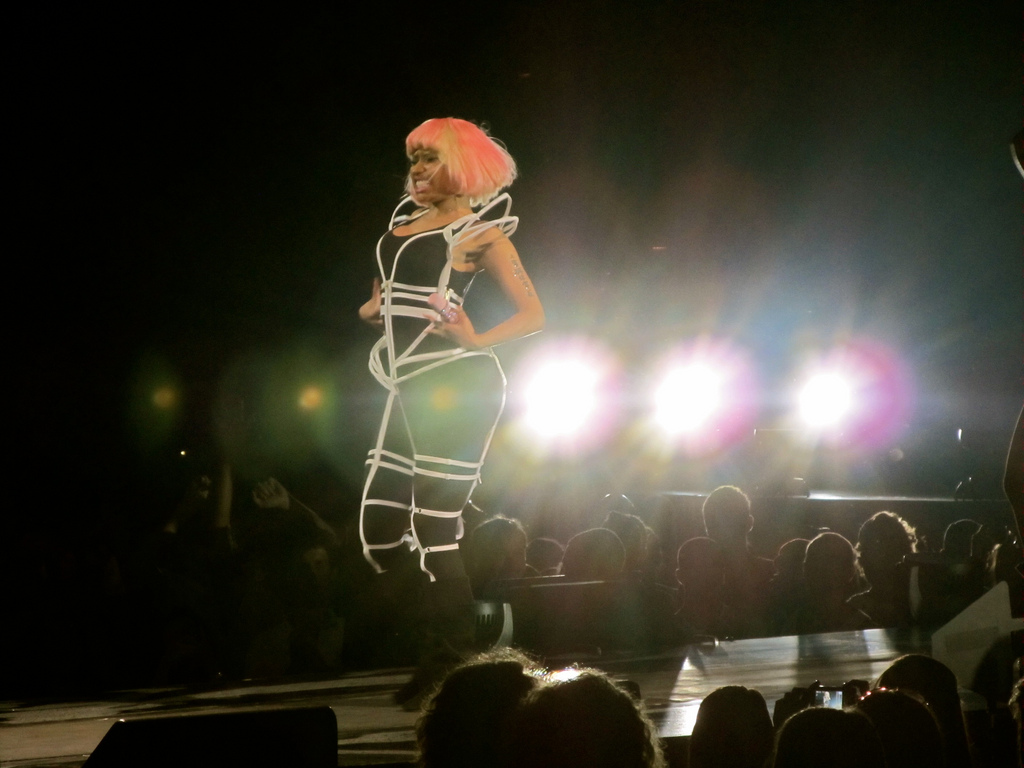
妮琪·米娜在布蘭妮·斯皮爾斯的「Femme Fatale Tour」世界巡迴演唱會助陣

### 公告牌二百强专辑榜
- 妮琪·米娜 錄音室專輯的告示牌專輯排行榜紀錄

| 專輯名稱                    | 最高名次 |
| --------------------------- | -------- |
| Pink Friday                 | 1        |
| Pink Friday：Roman Reloaded | 1        |
| The Pinkprint               | 2        |
| Queen                       | 2        |
| Pink Friday 2               | 1        |

- 妮琪·米娜 與其他Young Money團員的告示牌專輯排行榜紀錄

| 專輯名稱           | 最高名次 |
| ------------------ | -------- |
| We Are Young Money | 9        |

- 妮琪·米娜 Mixtape混音帶的告示牌專輯排行榜紀錄

| 專輯名稱          | 最高名次 |
| ----------------- | -------- |
| Beam Me Up Scotty | 2        |

- 妮琪·米娜 精選專輯的告示牌專輯排行榜紀錄

| 專輯名稱              | 最高名次 |
| --------------------- | -------- |
| Queen Radio: Volume 1 | 9        |

### Billboard Hot 100
- 妮琪·米娜 的個人告示牌單曲排行榜紀錄

| 歌名                     | 最高名次 |
| ------------------------ | -------- |
| Super Freaky Girl        | 1        |
| Do We Have A Problem?    | 2        |
| Anaconda                 | 2        |
| Super Bass               | 3        |
| Starships                | 5        |
| Chun-Li                  | 10       |
| Only                     | 12       |
| Moment 4 Life            | 13       |
| Your Love                | 14       |
| Truffle Butter           | 14       |
| No Frauds                | 14       |
| Pound the Alarm          | 15       |
| Barbie Dreams            | 18       |
| Fly                      | 19       |
| Megatron                 | 20       |
| Va Va Voom               | 22       |
| Yikes                    | 23       |
| Check It Out             | 24       |
| Pill N Potions           | 24       |
| Barbie Tingz             | 25       |
| Right Thru Me            | 26       |
| The Night Is Still Young | 31       |
| Feeling Myself           | 39       |
| Bed                      | 42       |
| Beez In The Trap         | 48       |
| Did It On Em             | 49       |
| Right By My Side         | 51       |
| Roman's Revenge          | 56       |
| Rich Sex                 | 56       |
| Majesty                  | 58       |
| Stupid Hoe               | 59       |
| Ganja Burns              | 60       |
| Good Form (remix)        | 60       |
| Regret In Your Tears     | 61       |
| Bed Of Lies              | 62       |
| Roman In Moscow          | 64       |
| High School              | 64       |
| Black Barbies            | 65       |
| Roman Reloaded           | 70       |
| Changed It               | 71       |
| Get On Your Knees        | 88       |
| Thought I Knew you       | 98       |

- 妮琪·米娜 與其他Young Money團員的告示牌單曲排行榜紀錄

| 歌名       | 最高名次 |
| ---------- | -------- |
| BedRock    | 2        |
| Roger That | 56       |

- 和 妮琪·米娜 合作的歌手告示牌單曲排行榜紀錄

| 歌名                         | 最高名次 |
| ---------------------------- | -------- |
| Trollz                       | 1        |
| Say So (Remix)               | 1        |
| Bang Bang                    | 3        |
| Till The World Ends          | 3        |
| FEFE                         | 3        |
| Side To Side                 | 4        |
| Turn Me On                   | 4        |
| Beauty And A Beat            | 5        |
| Bottoms Up                   | 6        |
| MotorSport                   | 6        |
| Hey Mama                     | 8        |
| Rake It Up                   | 8        |
| Make Me Proud                | 9        |
| Give Me All Your Luvin'      | 10       |
| Dance (A$$)                  | 10       |
| Girl On Fire                 | 11       |
| My Chick Bad                 | 11       |
| IDOL                         | 11       |
| Hot Girl Summer              | 11       |
| Down In The DM               | 13       |
| Where Them Girls At          | 14       |
| Ball For Me                  | 16       |
| Big Bank                     | 16       |
| Monster                      | 18       |
| All Eyes On You              | 21       |
| Love More                    | 23       |
| All I Do Is Win (Remix)      | 24       |
| The Way Life Goes            | 24       |
| Plain Jane                   | 26       |
| Dark Side Of The Moon        | 26       |
| Hello Good Morning (Remix)   | 27       |
| Do You Mind                  | 27       |
| Swalla                       | 29       |
| Throw Sum Mo                 | 30       |
| 2012 (It Ain't the End)      | 31       |
| Letting Go (Dutty Love)      | 36       |
| You Da Baddest               | 38       |
| Lil Freak                    | 40       |
| ***Flawless                  | 41       |
| Tusa                         | 42       |
| What's Wrong with Them       | 42       |
| MAMA                         | 43       |
| Touchin' Lovin'              | 43       |
| IPHONE                       | 43       |
| Knockout                     | 44       |
| Tapout                       | 44       |
| I'm Out                      | 44       |
| Swish Swish                  | 46       |
| Up All Night                 | 49       |
| Bom Bidi Bom                 | 54       |
| Take It to the Head          | 58       |
| Dark Fantasy                 | 60       |
| You the Boss                 | 62       |
| Dip                          | 63       |
| Run Up                       | 66       |
| YU Mad                       | 68       |
| Froze                        | 68       |
| Get Low                      | 72       |
| Muthafucka Up                | 74       |
| Krippy Kush                  | 75       |
| Hold You (Remix)             | 77       |
| Freaks                       | 77       |
| Bad For You                  | 78       |
| Make Love                    | 78       |
| Woohoo                       | 79       |
| 5 Star (Remix)               | 79       |
| The Creep                    | 82       |
| Bitch I'm Madonna            | 84       |
| She Came To Give It To You   | 89       |
| Nice To Meet Ya              | 89       |
| Anybody                      | 89       |
| The Light Is Coming          | 89       |
| Tonight I'm Getting Over You | 90       |
| Up Out My Face               | 100      |

## 音樂錄影帶列表
目前 妮琪·米娜 的 Youtube 官方MV列表
| 影片(Music Video)                                 |
| ------------------------------------------------- |
| Anaconda (Explicit)                               |
| Super Bass (Explicit)                             |
| Right By My Side (Explicit) ft. Chris Brown       |
| Only (Explicit) ft. Drake, Lil Wayne, Chris Brown |
| Starships (Explicit)                              |
| Pound the Alarm (Explicit)                        |
| Moment 4 Life (Clean Version) ft. Drake           |
| Pills N Potions                                   |
| The Boys (Explicit) ft. Cassie                    |
| Beez In The Trap (Explicit) ft. 2 Chainz          |
| High School (Explicit) ft. Lil Wayne              |
| The Night Is Still Young                          |
| Fly ft. Rihanna                                   |
| No Frauds ft. Drake, Lil Wayne                    |
| Your Love                                         |
| Va Va Voom (Explicit)                             |
| Stupid Hoe (Explicit)                             |
| Right Thru Me (Clean)                             |
| Chun-Li                                           |
| Massive Attack ft. Sean Garrett                   |
| Starships (Clean)                                 |
| Barbie Tingz                                      |
| I Am Your Leader (Explicit)                       |
| Lookin Ass (Explicit)                             |
| Beez In The Trap (Clean) ft. 2 Chainz             |
| Bed ft. Ariana Grande                             |
| Super Bass (Edited)                               |
| Freedom (Explicit)                                |
| Moment 4 Life (MTV Version) ft. Drake             |
| Pound the Alarm (Clean)                           |
| High School (Clean) ft. Lil Wayne                 |
| Va Va Voom (Clean)                                |
| Regret In Your Tears                              |
| Stupid Hoe (Edited)                               |
| Did It On Em (Edited)                             |
| The Boys (Clean) ft. Cassie                       |
| Freedom (Clean)                                   |
| Did It On Em (Explicit)                           |
| Ganja Burn                                        |
| Hard White                                        |
| Good Form ft. Lil Wayne                           |
| Megatron                                          |

目前與 妮琪·米娜 合作的其他歌手 Youtube 官方MV列表
| 影片(Music Video)                            | 歌手(Singer)                                             |
| -------------------------------------------- | -------------------------------------------------------- |
| No Love                                      | August Alina ft. 妮琪·米娜                               |
| Make Love                                    | Gucci Mane & 妮琪·米娜                                   |
| Kissing Strangers                            | DNCE ft. 妮琪·米娜                                       |
| Swalla                                       | Jason Derulo ft. 妮琪·米娜 & Ty Dolla $ign               |
| Light My Body Up                             | David Guetta ft. 妮琪·米娜 & Lil Wayne                   |
| Beauty And A Beat                            | Justin Bieber ft. 妮琪·米娜                              |
| Bang Bang                                    | Jessie J, Ariana Grande, 妮琪·米娜                       |
| Hey Mama                                     | David Guetta ft. 妮琪·米娜, Bebe Rexha & Afrojack        |
| No Broken Hearts                             | Bebe Rexha ft. 妮琪·米娜                                 |
| Turn Me On                                   | David Guetta ft. 妮琪·米娜                               |
| Side To Side                                 | Ariana Grande ft. 妮琪·米娜                              |
| Where Them Girls At                          | David Guetta ft. 妮琪·米娜 & Flo Rida                    |
| Bed Rock                                     | Young Money                                              |
| Love More                                    | Chris Brown ft. 妮琪·米娜                                |
| Bitch I'm Madonna                            | Madonna ft. 妮琪·米娜                                    |
| Check It Out                                 | will.i.am & 妮琪·米娜                                    |
| The Creep                                    | The Lonely Island ft. 妮琪·米娜 & John Waters            |
| My Chick Bad                                 | Ludacris ft. 妮琪·米娜                                   |
| Bottoms Up                                   | Trey Songz ft. 妮琪·米娜                                 |
| Dance ( A$$ ) Remix                          | Big Sean ft. 妮琪·米娜                                   |
| Knockout                                     | Lil Wayne ft. 妮琪·米娜                                  |
| Give Me All Your Luvin'                      | Madonna ft. 妮琪·米娜 & M.I.A.                           |
| Y.U. MAD                                     | Birdman ft. 妮琪·米娜 & Lil Wayne                        |
| Up Out My Face                               | Mariah Carey ft. 妮琪·米娜                               |
| 2012 ( It Ain't The End )                    | Jay Sean ft. 妮琪·米娜                                   |
| Letting Go ( Dutty Love )                    | Sean Kingston ft. 妮琪·米娜                              |
| I Luv Dem Strippers                          | 2 Chainz ft. 妮琪·米娜                                   |
| Fireball                                     | Willow Smith ft. 妮琪·米娜                               |
| Roger That                                   | Young Money (Lil Wayne & 妮琪·米娜 & Tyga)               |
| All I Do Is Win (Official REMIX)             | DJ Khaled ft. T-Pain ,妮琪·米娜 ,Diddy & more            |
| I Ain't Thru                                 | Keyshia Cole ft. 妮琪·米娜                               |
| Lil Freak                                    | Usher ft. 妮琪·米娜                                      |
| Till the World Ends (The Femme Fatale Remix) | Britney Spears ft. 妮琪·米娜 & Ke$ha                     |
| Hello Good Morning (Remix)                   | Diddy - Dirty Money ft. 妮琪·米娜                        |
| Get It All                                   | Sean Garrett ft. 妮琪·米娜                               |
| Swish Swish                                  | Katy Perry ft. 妮琪·米娜                                 |
| Big Bank                                     | YG ft. 2 Chainz, Big Sean & 妮琪·米娜                    |
| The Light Is Coming                          | Ariana Grande ft. 妮琪·米娜                              |
| Anybody                                      | Young Thug ft. 妮琪·米娜                                 |
| MotorSport                                   | Migos ft. 妮琪·米娜 & Cardi B                            |
| Krippy Kush (Remix)                          | Farruko, 妮琪·米娜, Bad Bunny ft. Travis Scott & Rvssian |
| She For Keeps                                | Quavo ft. 妮琪·米娜                                      |
| You Da Baddest                               | Future ft. 妮琪·米娜                                     |
| FEFE                                         | 6ix9ine, 妮琪·米娜, Murda Beatz                          |
| IDOL                                         | 防彈少年團 ft. 妮琪·米娜                                 |
| Woman Like Me                                | Little Mix ft. 妮琪·米娜                                 |
| Dip                                          | Tyga - Dip ft. 妮琪·米娜                                 |
| Wobble Up                                    | Chris Brown ft. 妮琪·米娜 & G-Eazy                       |
| Hot Girl Summer                              | Megan Thee Stallion ft. 妮琪·米娜 & Ty Dolla $ign        |
| Tusa                                         | KAROL G, 妮琪·米娜                                       |
| Nice To Meet Ya                              | Meghan Trainor ft. 妮琪·米娜                             |

## 影視演出

### 電影
| 年份 | 片名                                                 | 角色    | 備註             |
| ---- | ---------------------------------------------------- | ------- | ---------------- |
| 2012 | 冰原歷險記4：大陸漂移( Ice Age 4:Continental Drift ) | Steffie | 配音             |
| 2014 | 婦仇者聯盟( The Other Woman )                        | Lydia   | 首次演出電影作品 |
| 2016 | 哈啦大髮師 3( Barbershop 3:The Next Cut )            | Draya   |                  |
| 2019 | 憤怒鳥玩電影2：冰的啦！( The Angry Birds Movie 2 )   | Pinky   | 配音             |

### 電視
| 年份 | 片名                          | 角色     |
| ---- | ----------------------------- | -------- |
| 2011 | 全美超級模特兒新秀大賽 第17季 | 客座評審 |
| 2011 | 美國街舞爭霸戰 第6季          | 出題者   |

## 巡迴演唱會

### 個人巡演
- 粉紅星期五 巡迴（2012 5/16 ～2012 8/14 ）
- 粉紅星期五：妖言惑眾  巡迴（2012 10/14 ～2012 12/28）
- 粉紅藍圖 巡迴（2015 3/16 ～2015 8/23）

### 共同巡演
- The Nicki Wrld Tour (與Juice Wrld) (2018–2019)

## 世界紀錄
1. 第一位饒舌女歌手入MTV年度十大熱門MC榜單。
2. 第一位饒舌女歌手連續兩年入MTV年度十大熱門MC榜單。
3. 第一位在Billboard Hot 100上同時擁有7首歌上榜的歌手。
4. 第一位個人單曲進入英國單曲金榜Top2的饒舌女歌手。
5. 第一位單曲銷量達到400萬的饒舌女歌手。
6. 第一位專輯空降英美排行冠軍的饒舌女歌手。
7. 第一位在Instagram上擁有一億粉絲的饒舌歌手。
8. 第一位在Youtube上擁有51支破億MV的女歌手。
9. 第一位在Billboard Hot 100单曲榜中拥有超过100首歌的女歌手
10. 第一位在Spotify上月听众超过5000万的饒舌女歌手。
11. 唯一擁有兩張告示牌冠軍專輯的饒舌女歌手。
12. 唯一擁有連續兩張告示牌冠軍專輯的饒舌女歌手。
13. 《Hey Mama》讓妮姬·米娜成為第一位擁有超過10億觀看次數的影片的饒舌女歌手。
14. 《Side To Side》讓妮姬·米娜成為第一位擁有兩支超過10億觀看次數的影片的饒舌女歌手。
15. 《Bang Bang》讓妮姬·米娜成為第一位擁有三支超過10億觀看次數的影片的饒舌女歌手。
16. 《Swalla》讓妮姬·米娜成為第一位擁有四支超過10億觀看次數的影片的饒舌女歌手。
17. 《Tusa》讓妮姬·米娜成為第一位擁有五支超過10億觀看次數的影片的饒舌女歌手。
18. 《Anaconda》讓妮姬·米娜成為第一位擁有六支超過10億觀看次數的影片的饒舌女歌手。
19. 入選公告牌熱門100單曲排行榜次數最多的饒舌女歌手。
20. 《No Frauds》成為美國iTunes史上第一位由饒舌女歌手演唱的下載冠軍單曲。
21. 歷史上第一位全數專輯在Spotify串流數達到5億次的饒舌女歌手。
22. 历史上销量最高的饒舌女歌手，在女歌手总榜中排名第三。
23. 專輯《粉紅藍圖》(The Pinkprint) 共有7首歌在Spotify串流數達到1億次，是史上第一位饒舌女歌手達到此紀錄。
24. 妮琪米娜以總淨資產 1 億美元的紀錄，成為全世界最富有的饒舌女歌手，同時她也是歷史上最有錢的饒舌女歌手
25. Say So成為史上第一首，雙女饒舌合作冠軍單曲
26. 《TROLLZ》空降冠軍，成為21世紀第一位，空降冠軍單曲的饒舌女歌手
27. 《TROLLZ》空降冠軍，成為史上第一首，男女饒舌空降冠軍單曲
28. Anaconda成為第一位，Youtube觀看次數破十億的Solo饒舌女歌手。
29. 《Super Freaky Girl》空降冠軍，成為21世紀第一位，空降冠軍單曲的獨唱饒舌女歌手
30. 《Super Freaky Girl》空降冠軍，成為史上第一位，擁有兩首空降冠軍單曲的饒舌女歌手
31. 第一位在Instagram上擁有兩億粉絲的饒舌歌手。

## 獲獎及提名

### 葛萊美獎
| 年份 | 獲提名名稱                                | 獎項                  | 結果 |
| ---- | ----------------------------------------- | --------------------- | ---- |
| 2011 | My Chick Bad (feat.Ludacris)              | 最佳饒舌組合          | 提名 |
| 2012 | 妮姬．米娜                                | 最佳新人              | 提名 |
| 2012 | Pink Friday                               | 最佳饒舌專輯          | 提名 |
| 2012 | Moment 4 Life (feat.Drake)                | 最佳饒舌演唱          | 提名 |
| 2015 | Bang Bang (feat.Jessie J & Ariana Grande) | 最佳流行組合/團體表演 | 提名 |
| 2015 | Anaconda                                  | 最佳饒舌歌曲          | 提名 |
| 2016 | Truffle Butter (feat.Drake & 小韋恩)      | 最佳饒舌表演          | 提名 |
| 2016 | Only (feat.Drake & 小韋恩 & Chris Brown)  | 最佳饒舌/演唱合作     | 提名 |
| 2016 | The Pinkprint                             | 最佳饒舌專輯          | 提名 |
| 2024 | Barbie World (with Ice Spice & Aqua)      | 最佳饒舌歌曲          | 待定 |
| 2024 | Barbie World (with Ice Spice & Aqua)      | 最佳創作影視媒體歌曲  | 待定 |

### 拉丁葛萊美獎
| 年份 | 獲提名 | 獎項     | 結果 |
| ---- | ------ | -------- | ---- |
| 2020 | Tusa   | 年度製作 | 提名 |
| 2020 | Tusa   | 年度歌曲 | 提名 |

### 全美音樂獎
| 年份 | 獲提名名稱                  | 獎項                    | 結果 |
| ---- | --------------------------- | ----------------------- | ---- |
| 2011 | 妮姬．米娜                  | 最受歡迎饒舌/嘻哈歌手   | 獲獎 |
| 2011 | Pink Friday                 | 最受歡迎饒舌/嘻哈專輯   | 獲獎 |
| 2012 | 妮姬．米娜                  | 最受歡迎流行/搖滾女歌手 | 提名 |
| 2012 | 妮姬．米娜                  | 最受歡迎饒舌/嘻哈歌手   | 獲獎 |
| 2012 | Pink Friday: Roman Reloaded | 最受歡迎流行/搖滾專輯   | 提名 |
| 2012 | Pink Friday: Roman Reloaded | 最受歡迎饒舌/嘻哈專輯   | 獲獎 |
| 2015 | The Pinkprint               | 最受歡迎饒舌/嘻哈專輯   | 獲獎 |
| 2015 | 妮姬．米娜                  | 年度歌手                | 提名 |
| 2015 | 妮姬．米娜                  | 最受歡迎饒舌/嘻哈歌手   | 獲獎 |
| 2020 | 妮姬．米娜                  | 最受歡迎嘻哈女歌手      | 獲獎 |
| 2020 | Tusa                        | 最受歡迎拉丁單曲        | 獲獎 |
| 2022 | 妮姬．米娜                  | 最受歡迎嘻哈女歌手      | 獲獎 |

### 全英音樂獎
| 年份 | 獲提名                                             | 獎項               | 結果 |
| ---- | -------------------------------------------------- | ------------------ | ---- |
| 2012 | 妮姬．米娜                                         | 國際最具突破性歌手 | 提名 |
| 2019 | "Woman Like Me" (Little Mix featuring Nicki Minaj) | 年度英國音樂錄音帶 | 獲獎 |

### 告示牌音樂獎
| 年份 | 獲提名                                                               | 獎項                   | 結果 |
| ---- | -------------------------------------------------------------------- | ---------------------- | ---- |
| 2011 | 妮琪·米娜                                                            | 最佳新人               | 提名 |
| 2011 | 妮琪·米娜                                                            | 最佳饒舌歌手           | 提名 |
| 2011 | 粉紅星期五                                                           | 最佳饒舌專輯           | 提名 |
| 2011 | Bottoms Up（崔·頌 feat. 妮琪·米娜）                                  | 最佳藍調歌曲           | 提名 |
| 2012 | 妮琪·米娜                                                            | 最佳女歌手             | 提名 |
| 2012 | 妮琪·米娜                                                            | 最佳饒舌歌手           | 提名 |
| 2012 | 妮琪·米娜                                                            | 最佳電台點播歌手       | 提名 |
| 2012 | 妮琪·米娜                                                            | 最佳線上串流音樂歌手   | 提名 |
| 2012 | Super Bass                                                           | 最佳線上串流音樂錄影帶 | 獲獎 |
| 2012 | Super Bass                                                           | 最佳線上串流單曲       | 提名 |
| 2012 | Super Bass                                                           | 最佳饒舌單曲           | 提名 |
| 2013 | 妮琪·米娜                                                            | 最佳女歌手             | 提名 |
| 2013 | 妮琪·米娜                                                            | 最佳饒舌歌手           | 獲獎 |
| 2013 | 妮琪·米娜                                                            | 最佳電台點播歌手       | 提名 |
| 2013 | 妮琪·米娜                                                            | 最佳線上串流音樂歌手   | 獲獎 |
| 2013 | 粉紅星期五：妖言惑眾                                                 | 最佳饒舌專輯           | 獲獎 |
| 2013 | Starships                                                            | 最佳舞曲單曲           | 提名 |
| 2013 | 烈火女孩（艾莉西亞·凱斯 feat. 妮琪·米娜）                            | 最佳節奏藍調單曲       | 提名 |
| 2015 | 妮琪·米娜                                                            | 最佳饒舌歌手           | 提名 |
| 2015 | 妮琪·米娜                                                            | 最佳串流歌手           | 提名 |
| 2015 | Anaconda                                                             | 最佳饒舌歌曲           | 提名 |
| 2015 | The Pinkprint                                                        | 最佳饒舌專輯           | 提名 |
| 2016 | Hey Mama (David Guetta featuring Nicki Minaj, Bebe Rexha & Afrojack) | 最佳舞曲               | 提名 |
| 2017 | 妮琪·米娜                                                            | 年度成就               | 提名 |
| 2018 | 妮琪·米娜                                                            | 最佳饒舌女歌手         | 提名 |
| 2019 | 妮琪·米娜                                                            | 最佳饒舌女歌手         | 提名 |
| 2023 | 妮琪·米娜                                                            | 最佳饒舌女歌手         | 獲獎 |

### MTV音樂錄影帶大獎
| 年份 | 獲提名                                                     | 獎項                        | 結果 |
| ---- | ---------------------------------------------------------- | --------------------------- | ---- |
| 2010 | Massive Attack（feat. Sean Garrett）                       | 最佳新人                    | 提名 |
| 2011 | Super Bass                                                 | 最佳嘻哈音樂錄影帶          | 獲獎 |
| 2011 | Super Bass                                                 | 最佳女歌手錄影帶            | 提名 |
| 2011 | Moment 4 Life（feat. 德瑞克）                              | 最佳合作                    | 提名 |
| 2012 | Beez In The Trap（feat. 2 Chainz）                         | 最佳嘻哈音樂錄影帶          | 提名 |
| 2012 | Starships                                                  | 最佳女歌手錄影帶            | 獲獎 |
| 2012 | Turn Me On（大衛·庫塔 feat. 妮琪·米娜）                    | 最佳視覺特效                | 提名 |
| 2015 | Anaconda                                                   | 最佳嘻哈錄影帶              | 獲獎 |
| 2015 | Anaconda                                                   | 最佳女歌手錄影帶            | 提名 |
| 2015 | Bang Bang (with Jessie J and Ariana Grande)                | 最佳合作                    | 提名 |
| 2017 | "Side to Side" (with Ariana Grande)                        | 最佳編舞                    | 提名 |
| 2018 | Chun-Li                                                    | 最佳嘻哈音樂錄影帶          | 獲獎 |
| 2019 | Hot Girl Summer (with Megan Thee Stallion & Ty Dolla Sign) | 最具力量國歌                | 獲獎 |
| 2020 | Tusa (with Karol G)                                        | 最佳合作                    | 提名 |
| 2020 | Tusa (with Karol G)                                        | 最佳拉丁音樂錄影帶          | 提名 |
| 2022 | Super Freaky Girl                                          | 最佳夏日歌曲                | 提名 |
| 2022 | Do We Have a Problem?                                      | 最佳嘻哈音樂錄影帶          | 獲獎 |
| 2022 | 妮琪·米娜                                                  | 迈克尔·杰克逊音乐视频先锋奖 | 獲獎 |
| 2023 | Super Freaky Girl                                          | 最佳視覺效果                | 提名 |
| 2023 | Super Freaky Girl                                          | 最佳嘻哈音樂錄影帶          | 獲獎 |
| 2023 | Super Freaky Girl                                          | 年度最佳音樂錄影帶          | 提名 |
| 2023 | 妮姬·米娜                                                  | 年度最佳藝人                | 提名 |
| 2023 | Love in the Way (with Yung Bleu)                           | 最佳節奏藍調音樂錄影帶      | 提名 |
| 2023 | Barbie World (with Ice Spice & Aqua )                      | 最佳夏日歌曲                | 提名 |

### MTV歐洲音樂大獎
| 年份 | 獲提名名稱                                                             | 獎項         | 結果 |
| ---- | ---------------------------------------------------------------------- | ------------ | ---- |
| 2012 | 妮姬·米娜                                                              | 最佳女歌手   | 提名 |
| 2012 | 妮姬·米娜                                                              | 最佳嘻哈歌手 | 獲獎 |
| 2012 | 妮姬·米娜                                                              | 最佳造型     | 提名 |
| 2014 | 妮姬·米娜                                                              | 最佳女歌手   | 提名 |
| 2014 | 妮姬·米娜                                                              | 最佳嘻哈歌手 | 獲獎 |
| 2014 | 妮姬·米娜                                                              | 最佳造型     | 提名 |
| 2014 | 妮姬·米娜                                                              | 最佳粉絲團   | 提名 |
| 2015 | 妮姬·米娜                                                              | 最佳女歌手   | 提名 |
| 2015 | 妮姬·米娜                                                              | 最佳嘻哈歌手 | 獲獎 |
| 2015 | 妮姬·米娜                                                              | 最佳美國歌手 | 提名 |
| 2015 | 妮姬·米娜                                                              | 最佳造型     | 提名 |
| 2015 | Hey Mama (David Guetta featuring Nicki Minaj, Bebe Rexha and Afrojack) | 最佳合作     | 提名 |
| 2018 | 妮姬·米娜                                                              | 最佳嘻哈歌手 | 獲獎 |
| 2018 | 妮姬·米娜                                                              | 最佳造型     | 獲獎 |
| 2019 | 妮姬·米娜                                                              | 最佳嘻哈歌手 | 獲獎 |
| 2020 | Tusa                                                                   | 最佳影片     | 提名 |
| 2020 | Tusa                                                                   | 最佳合作     | 獲獎 |
| 2021 | 妮姬·米娜                                                              | 最佳嘻哈歌手 | 獲獎 |
| 2022 | Super Freaky Girl                                                      | 最佳歌曲     | 獲獎 |
| 2022 | Super Freaky Girl                                                      | 最佳影片     | 提名 |
| 2022 | 妮姬·米娜                                                              | 最佳嘻哈歌手 | 獲獎 |
| 2022 | 妮姬·米娜                                                              | 最佳歌手     | 提名 |
| 2022 | 妮姬·米娜                                                              | 最佳粉絲團   | 提名 |
| 2023 | 妮姬·米娜                                                              | 最佳美國歌手 | 獲獎 |
| 2023 | 妮姬·米娜                                                              | 最佳嘻哈歌手 | 獲獎 |
| 2023 | 妮姬·米娜                                                              | 最佳歌手     | 提名 |
| 2023 | 妮姬·米娜                                                              | 最佳粉絲團   | 提名 |

## 外部連結
- （英文）官方網站（页面存档备份，存于）
- （英文）官方香水網站 （页面存档备份，存于）
- 妮琪·米娜的Instagram帳戶
- 妮琪·米娜的X（前Twitter）
- 妮琪·米娜的Facebook專頁
- YouTube上的妮琪·米娜頻道